# Aralia tomentella
Aralia tomentella är en araliaväxtart som beskrevs av Adrien René Franchet. Aralia tomentella ingår i släktet Aralia och familjen Araliaceae. Inga underarter finns listade.